# Acacia anegadensis
Acacia anegadensis es una especie de Acacia nativa de islas Vírgenes Británicas.

## Descripción
Es un arbusto o pequeño árbol muy espinoso. Sus hojas están divididas en hasta cuatro pares de pequeños foliolos. Los racimos de pequeñas flores forman grupos de color amarillo vivo. Sus vainas curvadas (frutas) son típicas de la familia de las leguminosas (los guisantes y frijoles), y se abren, liberando las semillas.

## Ecología
Pocos árboles están bajo mayor amenaza del aumento del nivel del mar debido al cambio climático que Acacia anegadensis, que se encuentra casi exclusivamente en una de las Islas Vírgenes Británicas (Anegada), que se encuentra a solo 8 m sobre el mar Caribe.

## Taxonomía
Acacia anegadensis fue descrita por Nathaniel Lord Britton y publicado en Memoirs of The New York Botanical Garden 6: 572. 1916.
Etimología
Ver: Acacia
anegadensis: epíteto geográfico que alude a su localización en Anegada.
Sinonimia: 
- Fishlockia anegadensis (Britton) Britton & Rose
- Vachellia anegadensis (Britton) Seigler & Ebinger	[5]